# Río Aguacapa
El río Aguacapa es un corto río en Guatemala. Nace en los cerros al sureste de la Ciudad de Guatemala a una altitud de 1850 m s. n. m. y fluye hacia el sur por los departamentos de Guatemala y Santa Rosa. Desemboca en el río María Linda en las coordenadas 14°16′47″N 90°31′36″O / 14.2797, -90.5266. El río María Linda desemboca en el océano Pacífico.
El curso del río es interrumpido por la presa de la Planta Hidroeléctrica Aguacapa que fue construida en 1981. Una segunda presa frue construida en 2015 para la planta hidroeléctrica el Cóbano.